# «Chusotsu» «Chukara»
«Chusotsu»: Ebichu no Ike Ike Best и «Chukara»: Ebichu no Waku Waku Best — два сборных альбома «лучших хитов» японской идол-группы Shiritsu Ebisu Chugaku. Оба вышли в Японии в один день 16 ноября 2016 года. Кроме того, группа выпустила лимитированный бокс-сет «Chusotsu» «Chukara»: Ebichu no Complete Best, включающий оба вышеупомянутых альбома, а также третий компакт-диск с миксом из песен группы.

## «Chusotsu»: Ebichu no Ike Ike Best
| Оценки критиков | Оценки критиков |
| Источник        | Оценка          |
| --------------- | --------------- |
| CDJournal       | Без рейтинга    |

Альбом «Chusotsu»: Ebichu no Ike Ike Best (яп. 「中卒」〜エビ中のイケイケベスト〜) включает все синглы, которые группа выпустила на мейджор-лейбле к тому моменту (все стороны «А» первых десяти мейджор-синглов), одну сторону «Б» и один трек, выходивший до этого только в альбоме. Некоторые песни были перезаписаны для данного сборника текущим составом группы.
В альбоме представлены песни разных жанров — таких, как хэви-метал, мелокор и электропоп. Как пишет в своей рецензии японский музыкальный сайт CDJournal, это собрание отлично показывает индивидуальность группы и отражает её творческий путь. Сайт также отмечает музыкальность песен и то, как индивидуальность каждой участницы использовалась в текстах.

### Список композиций
| №   | Название                                         | Длительность |
| --- | ------------------------------------------------ | ------------ |
| 1.  | «Karikeiyaku no Cinderella (Chusotsu ver.)»      |              |
| 2.  | «Hōkago Getabako Rock'n'Roll MX (Chusotsu ver.)» |              |
| 3.  | «Go! Go! Here We Go! Rock Lee (Chusotsu ver.)»   |              |
| 4.  | «Otona wa Wakatte Kurenai (Chūsotsu ver.)»       |              |
| 5.  | «Ume (Chusotsu ver.)»                            |              |
| 6.  | «Te o Tsunago (Chusotsu ver.)»                   |              |
| 7.  | «Kindan no Karma (Chusotsu ver.)»                |              |
| 8.  | «Mikakunin Chugakusei X (Kinpachi ver.)»         |              |
| 9.  | «Butterfly Effect»                               |              |
| 10. | «Haitateki!»                                     |              |
| 11. | «Kinpachi Dance Music»                           |              |
| 12. | «Natsudaze Johnny»                               |              |
| 13. | «Super Hero»                                     |              |
| 14. | «Massugu»                                        |              |

## «Chukara»: Ebichu no Waku Waku Best
В альбоме «Chukara»: Ebichu no Waku Waku Best (яп. 「中辛」〜エビ中のワクワクベスト〜) представлены избранные стороны «Б» (с мейджор-синглов группы) и несколько треков, издававшихся до этого только в альбомах. Некоторые песни были перезаписаны для данного сборника текущим составом группы. Также в альбоме есть одна новая песня, которая называется «Sudden Death».

### Список композиций
| №   | Название                                         | Длительность |
| --- | ------------------------------------------------ | ------------ |
| 1.  | «Chichinpui»                                     |              |
| 2.  | «U.B.U. (Kinpachi ver.)»                         |              |
| 3.  | «Stardust Light (Chukara ver.)»                  |              |
| 4.  | «Namida wa Niawanai»                             |              |
| 5.  | «Sudden Death» (яп.: サドンデス) (• новая песня) |              |
| 6.  | «Lovely Smiley Baby»                             |              |
| 7.  | «I’m Your Manager!!! (Chukara ver.)»             |              |
| 8.  | «Encore no Koi»                                  |              |
| 9.  | «Ganbatteru Tochu (Chukara ver.)»                |              |
| 10. | «Yūwaku Shitai ya (Chukara ver.)»                |              |
| 11. | «Fuyukoi»                                        |              |
| 12. | «Fure! Fure! Cyalume (Chukara ver.)»             |              |
| 13. | «Hotaru no Hikari (Demo)»                        |              |
| 14. | «Zenryoku Runner»                                |              |

## «Chusotsu» «Chukara»: Ebichu no Complete Best
«Chusotsu» «Chukara»: Ebichu no Complete Best (яп. 「中卒」「中辛」～エビ中のコンプリートベスト～) — лимитированный бокс-сет, включающий оба вышеупомянутых альбома плюс третий компакт-диск — с более чем часовым попурри, смикшированным из песен группы диджеем CMJK.

### Содержание
1. CD1：«Chusotsu»: Ebichu no Ike Ike Best
2. CD2：«Chukara»: Ebichu no Waku Waku Best
3. CD3：EBICHU’s Championship Tera-Mix (Mixed by CMJK)
  (• микс из 81 песни, общее время проигрывания приблизительно 70 минут)

## Чарты

### «Chusotsu»: Ebichu no Ike Ike Best
| Чарты (2016)          | Наив. поз. |                      |   |
| --------------------- | ---------- | -------------------- | - |
| Чарты (2016)          | Наив. поз. | Japan (Oricon Daily) | 5 |
| Japan (Oricon Weekly) | 11         |                      |   |

### «Chukara»: Ebichu no Waku Waku Best
| Чарты (2016)          | Наив. поз. |                      |   |
| --------------------- | ---------- | -------------------- | - |
| Чарты (2016)          | Наив. поз. | Japan (Oricon Daily) | 6 |
| Japan (Oricon Weekly) | 12         |                      |   |